# Castillo de Villaseñor
Castillo de Villaseñor är en ort i Mexiko.   Den ligger i kommunen Pénjamo och delstaten Guanajuato, i den centrala delen av landet, 300 km väster om huvudstaden Mexico City. Castillo de Villaseñor ligger 1 716 meter över havet och antalet invånare är 645.
Terrängen runt Castillo de Villaseñor är en högslätt. Runt Castillo de Villaseñor är det ganska tätbefolkat, med 104 invånare per kvadratkilometer. Närmaste större samhälle är Numarán, 11,3 km väster om Castillo de Villaseñor. I omgivningarna runt Castillo de Villaseñor växer huvudsakligen savannskog.